# غرموك (سميرم)
غرموك هي قرية في مقاطعة سميرم، إيران. عدد سكان هذه القرية هو 1,115 في سنة 2006.